# VejleMuseerne - Kulturmuseet
VejleMuseerne - Kulturmuseet i Spinderihallerne er et kulturhistorisk museum i Vejle, der beskæftiger sig med byens historie. Udstillingerne dækker jernalder og op til nyere tid.
Blandt museets udstillede genstande er moseliget Dronning Gunhild, der er fundet i Haraldskær mose lidt uden for Vejle i 1835. Liget er dateret til omkring 490 f.Kr., og stammer således fra jernalderen. Der er også udstillinger om renæssancen og om Vejles historie som bomuldsspinderiby. En stor del af museet er bygget op med lyd og billeder, samt touchskærme med digitalt indhold.